# 마돈나
마돈나 루이즈 치코니(영어: Madonna Louise Ciccone, 1958년 8월 16일 ~  )는 미국의 가수, 작사가, 작곡가, 음악 프로듀서, 배우이다.
미시간주 베이시티에서 태어나 1977년 가수가 되기 위해 뉴욕으로 떠났다. 뉴욕에서 현대무용과 음악 그룹 블랙파스트 클럽, 에미로 활동했다. 1982년에는 사이어 레코드(워너 브라더스 레코드 계열사)와 계약을 체결했고, 1983년 데뷔 음반을 발표했다. 이후 마돈나는 상업적인 뮤직비디오와 성적 매력으로 엄청난 인기를 얻을 뿐만 아니라 Ray of Light (1998)과 Confessions on a Dance Floor (2005)로 그래미 상을 수상하며 음악적으로도 인정받았다. 이처럼 오랜기간 활동하면서 많은 히트 곡들을 만들어냈는데 "Like a Virgin", "Papa Don't Preach", "Like a Prayer", "Vogue", "Frozen", "Music", "Hung Up", "4 Minutes"은 마돈나를 대표하는 노래들이다. 비평가들은 다양한 장르의 시도로 마돈나를 찬사를 보냈지만, 종교적 논란에 대한 비판을 해왔다.
가수 생활 중인 1979년, 영화 데뷔를 했다. 1996년, 뮤지컬 코미디 영화 《에비타》에 출연해 골든 글로브상 뮤지컬-코미디 부문에서 여우주연상을 수상하였다. 하지만 다른 영화에서의 역할은 좋지 않은 평을 받았다. 마돈나는 이 외에도 패션 디자이너, 어린이 도서 작가, 영화 감독과 제작자 등 여러 분야에서 일하고 있다. 1992년에는 타임 워너와 함께 공동으로 엔터테인먼트 회사 매버릭을 설립했다. 2007년에는 라이브 네이션과 레이블 계약을 체결하는데, 미국에서도 이례적으로 1억 2천 달러를 받았다.
뉴스 미디어에서 "팝의 여왕"으로 불리는 마돈나는 "역사상 가장 위대한 팝 가수 중 한 명"으로 기록되고 있다. 총 음반 판매량은 현재 세계적으로 3억 장을 넘기며 여자 가수 중에선 독보적으로 1위를 차지하고 있어 기네스 세계 기록에도 가장 많이 음반 판매한 여자 가수로 등록돼 있다. 미국 음반 산업 협회에 따르면 미국에서만 인증된 앨범 판매량이 6,300만 장으로, 바브라 스트라이샌드에 이어 두 번째로 많은 음반 판매고를 올린 여자가수이다. 2008년 빌보드는 빌보드 핫 100 차트 50주년을 기념해 지난 50년간 아티스트들의 빌보드 싱글차트 100 성적을 분석했고, 마돈나는 비틀즈에 이은 2위인 것으로 확인됐다. 같은 해, 로큰롤 명예의 전당에도 올랐다. 미국의 잡지 《타임》은 마돈나를 "지난 수 세기 동안 가장 강력한 여자 가수"라고 했고, 세계 많은 여자 가수들의 우상, 영감으로도 꼽히고 있다.

## 생애 및 경력

### 1958–81: 어린 시절 및 활동
마돈나 루이스 치코네는 1958년 8월 16일 미시간주 베이시티에서 태어났다. 어머니인 마돈나 루이스(옛 포틴)는 프랑스계 캐나다인이었고, 아버지인 실비오 안토니 리치는 미국에 이민한 1세대 이탈리아계 미국인이었다. 마돈나의 아버지는 나중에 크라이슬러와 제너럴 모터스 사의 디자인 엔지니어로 근무하기도 했었다. 마돈나는 자신의 어머니와 이름이 같았는데 이를 구분하기 위해 어머니로부터 "리틀 노니"라는 별명을 얻기도 했다. 마돈나는 6남매 중 셋째로 형제자매로는 마틴, 안토니, 폴라, 크리스토퍼 그리고 멜라니가 있었다. 마돈나는 디트로이트의 교외인 폰티액과 에이본 타운쉽에서 자랐다(로체스터 힐스의 일부).
마돈나의 어머니는 1963년 12월, 30세의 나이에 유방암으로 죽었다. 마돈나는 어머니의 죽음에 대한 이유를 이해하지 못했고, 곧 그녀의 행동과 성격 등에 변화가 일어나기 시작한다. 아버지인 토니는 마돈나에게 엄마가 죽은 이유를 설명해 주기 위해 두 팔로 감싸 안았는데, 마돈나는 울기 시작했었다. 마돈나는 이후 "나는 그때 너무 어린 아이였었다"라고 밝히기도 했다. 어느 날, 마돈나는 어머니가 죽은 이유를 알게 되고 현실을 부정하기까지 했지만, 결국은 인정하게 된다. 이후 마돈나는 로체스터 아담스 고등학교에 입학해 학교 응원단의 멤버로 가입한다. 우수한 성적으로 고등학교 졸업 후, 미시간 대학교에 입학했으며 춤으로 장학금을 받기도 했다. 마돈나는 춤에 소질을 가지고 있었고 무용 수업을 받을 수 있도록 동성애자이자 무용 선생님인 크리스토퍼 플린과 함께 아버지를 설득해 무용을 시작했다. 1977년 말, 마돈나는 대학교를 중퇴해 약간의 돈을 가지고 뉴욕 시로 떠났다. 마돈나는 뉴욕에서 던킨 도너츠 웨이트리스로 일했으며 모던 댄스 극단의 일원으로 활동했다. 마돈나는 당시 35달러를 가지고 있었다고 한다. 또한 마돈나는 가수들의 백댄서로 무대에 오르기도 했다. 한편 어느 늦은 밤, 마돈나는 한 남자에게 골목으로 끌려갔고 펠라치오까지 하는 수모를 겪었다. 후에 "나는 그때의 일을 잊을 수 없다" 라고 밝히기도 했었다. 마돈나는 1979년 프랑스의 디스코 음악가 패트릭 헤르난데스의 월드 투어 댄서로 무대로 서는 동안, 마돈나는 음악가에 대한 꿈도 함께 키워나간다. 그녀는 길로이 형제와 함께 블랙퍼스트 클럽이라는 음악 밴드를 결성해 드러머로 활동했었다. 1980년 마돈나는 드럼머 스티븐 브레이와 두 번째 음악 그룹 에미를 결성하였다.

### 1982–85:Madonna,Like a Virgin및 숀 펜과의 결혼
마돈나는 워너 브러즈. 레코드에 레이블 계약을 체결한다. 1982년 10월 6일 마돈나의 데뷔 싱글 "Everybody"가 발매되고, 노래를 비롯해 안무도 히트를 쳤다. 데뷔 음반인 Madonna는 주로 레지 루카스와 워너 브러스 레코드에 의해 제작되었는데, 루카스가 작업이 끝나기 전 그만둬 추가적인 도움을 요청하기로 결정하였다. 그 추가적인 도움은 당시 마돈나의 남자 친구였던 존 베니티즈로 결정돼 음반 작업을 마무리했다. 베니티즈는 트랙 리믹스의 대부분과 세 번째 싱글 "Holiday"를 작곡했다. Madonna는 빌보드 200 8위까지 올라갔고 "Holiday", "Borderline", "Lucky Star"의 히트 싱글을 만들어냈다.

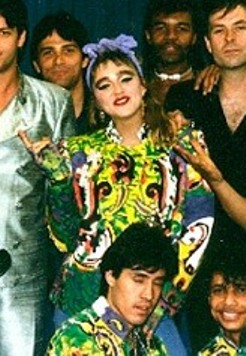
1985년 Virgin Tour 중의 마돈나.

점차 뮤직비디오와 공연할 때 등 여러 모습이 대중들에게 영향을 미치기 시작했는데, 마돈나의 스타일은 1980년대 여성 패션 트렌드가 되었다. 마돈나의 스타일은 주로 쥬얼리 디자이너 마리폴(Maripol)이 만들었는데, 카프리 팬츠, 망사, 십자가 보석 팬던트, 고무 팔찌, 탈색한 머리 스타일 등이 유행했다. 1984년에는 마돈나의 두 번째 정규 음반 Like A Virgin이 발매된다. 이 음반은 빌보드 200 정상을 차지했고, 여러 국가에서 1위에 올랐다. 타이틀 트랙이자 싱글 "Like a Virgin"은 빌보드 핫 100에서 6주동안이나 정상의 자리를 지켰다. 이 노래의 뮤직비디오와 가사는 성관계가 묘사되는 내용과 선정적인 가사 또한 가족관의 파괴로 당시 큰 논란거리였다. 때문에 도덕주의자들은 노래의 방송을 금지시키자는 목소리도 냈다. 또한 1984년 열린 제1회 MTV 비디오 뮤직 어워드 공연중 결혼식용 대형 케이크에서 나타나 웨딩드레스와 "Boy Toy"라는 문구가 적힌 벨트를 착용하고 공연을 펼치는 모습은 세계적으로 큰 충격이었다. 이날의 무대는 MTV를 비롯한 역사적인 무대라고 전문가들은 주장한다. Like A Virgin은 미국 음반 산업 협회에서 다이아몬드 인증을 받았고 세계적으로 2천만 장 이상이 팔리고있다. 전국음반상인협회와 로큰롤 명예의 전당은 1998년 "지금까지의 최고의 앨범 200" 목록을 발표했고 Like A Virgin도 포함되었다.
한편, 마돈나는 1985년 로맨틱 드라마 영화 《청춘의 승부》 클럽 가수라는 간단한 역할로 출연했다. 마돈나가 직접 부른 이 영화의 사운드트랙인 "Crazy for You"는 빌보드 핫 100 1위를 한다. 또한 같은 해, 코미디 영화 《수잔을 찾아서》 출연과 동시에 사운드트랙 "Into the Groove"는 영국에서 처음으로 정상을 차지하는 곡이 된다. 마돈나는 이것들의 영화에서 주연은 아니었지만, 충분히 인지도와 배우로서의 또다른 활동을 알릴 수 있었다. 마돈나는 Like a Virgin의 두 번째 싱글 "Material Girl"의 뮤직비디오를 촬영하는 동안 숀 펜과 연인관계로 발전했고, 1985년 마돈나의 생일 날 숀 펜과 결혼식을 올렸다.
1985년 4월부터는 북아메리카를 순회하는 마돈나의 첫 콘서트 투어 The Virgin Tour를 시작했다. 같은 해 4월, 마돈나가 1978년에 찍은 누드 사진을 잡지 《플레이보이》와 《펜트하우스》에 그대로 공개했다. 1978년 당시 마돈나는 돈이 매우 부족했고 그 때문에 25달러를 받고 찍었다고 한다. 사진의 공개로 언론계는 난리가 났었지만 마돈나는 뻔뻔하고 자신감넘치는 모습으로 대응하였다. 사진은 최고 10만 달러에 팔렸다.

### 1986–91:True Blue,Like a Prayer그리고 Blond Ambition Tour

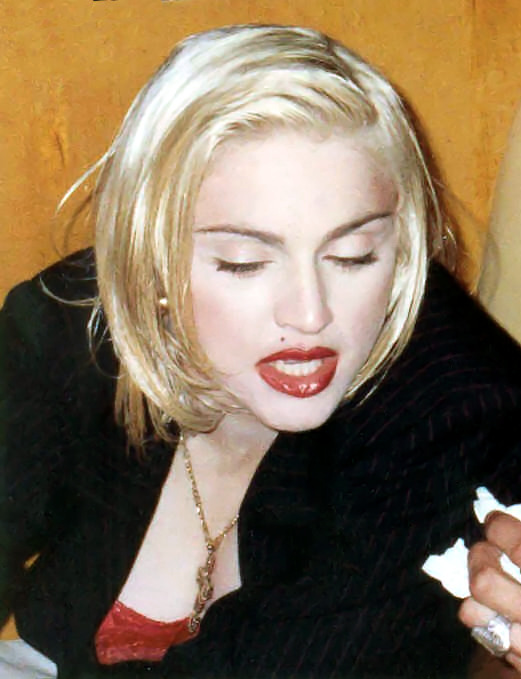
1990년 Blond Ambition World Tour 중의 마돈나.

마돈나의 세 번째 정규 음반 True Blue는 1986년 6월 발매되었다. 이 음반에서 빌보드 핫 100 1위곡은 무려 "Live to Tell", "Papa Don't Preach", "Open Your Heart" 3곡이었고 "True Blue"와 La Isla Bonita"는 각각 3위와 4위였다. 음반은 당시 28여 개 국가에서 1위를 차지해 유례 없는 기록을 남겼다. 또한 남편 숀 펜과 함께 영화 《상하히의 유혹》에 출연했고, 데이비드 래이브의 연극 Goose and Tom-Tom에 숀펜과 함께 공동 주연으로 연극 데뷔를 했다. 다음 해에 영화 Who's That Girl에 주연으로 출연했다. 마돈나는 영화 중 "Causing a Commotion"의 타이틀 트랙 등 사운드 트랙에 참여했다. 1987년 6월부터는 Who's That Girl World Tour를 시작했고, 같은 해 9월까지 계속되었다. 같은 해인 1987년 마돈나의 리믹스 앨범 You Can Dance가 발매되었고, 빌보드 200 14위까지 올라갔었다. 1987년 12월에는 마돈나와 숀 펜이 이혼 소송 절차를 밟았고, 마돈나는 음주운전과 폭행 등 많은 사건으로 인해 견딜 수 없다며 1989년 1월 이혼을 하게 된다.
1989년 1월, 마돈나는 탄산음료 제조 회사 펩시와 홍보 계약을 체결했다. 광고의 일환 중 한개로 자신의 노래 "Like a Prayer"를 선보였다. "Like a Prayer"의 뮤직비디오에서 십자가를 불태우고 성직자들을 성적 매력으로 유혹하는 등 당시 사회적 파장을 일으켰다. 이에 따라 종교단체들은 펩시의 제품의 불매 운동을 벌이기도 했다. 이후 펩시는 광고를 취소하고 마돈나와의 계약도 해체했다. 그러나, 펩시는 마돈나에게 500만 달러를 주기로 결정했다. 이후 이 노래가 닮긴 마돈나의 네 번째 정규 앨범 Like a Prayer가 발매되었고, 패트릭 레너드와 스티븐 브레이가 앨범의 총 프로듀서를 맡았다. 《롤링 스톤지》는 "음악이 예술에 더 가깝다."며 앨범에 찬사를 보냈다. Like a Prayer는 빌보드 200 1위를 차지했고, 미국에서 4백만 장 그리고 세계적으로는 1,400만 장에 달하는 판매고를 올렸다. 이 앨범에서 총 여섯 개의 싱글이 발매되었고, "Like a Prayer"는 빌보드 핫 100 1위, "Express Yourself"와 "Cherish"는 2위에 올랐다. 1980년대 말까지 마돈나는 미디어 서치 MTV, 빌보드와 각종 음악 전문지로부터 "지난 10년간 최고의 아티스트"로 선정되었다.
1990년이 되자, 영화 《딕 크레이시》에서 "브리스리스"라는 역할로 워런 비티와 함께 타이틀 롤을 맡았다. 마돈나는 영화의 I'm Breathless라는 사운드트랙 앨범을 발매하였고, 1930년대의 영화들로부터 영감을 받은 곡이라고 밝혔다. 앨범의 싱글인 "Vogue"는 빌보드 핫 100 1위에 올랐고, 수록곡이었던 "Sooner or Later"의 작곡가였던 스티븐 손드하임은 1991년 아카데미 최우수 오리지널 노래 상을 수상하였다. 영화를 촬영하는 동안, 마돈나는 비티와 1990년 말까지 애인 관계를 유지했었다. 1990년 4월부터는 Blond Ambition World Tour를 시작했고, 이후 4개월 동안 진행했다. 투어에 관해서 마돈나는 "나는 내가 최고의 댄서, 가수가 아니란 걸 알아요. 하지만, 내가 최고가 아니어야만 원하는대로 도발할 수 있죠. 이번 투어의 목표는 쓸데없는 금기를 깨는 것이에요"라고 말했다. 《롤링 스톤》은 "정교하고, 성적인 자극적인 안무들, 그리고 이 투어는 1990년 최고의 투어"라고 말하였다. 투어에서 "Like a Virgin" 공연 중 두 남자 댄서와 함께하는 자위와 애무를 연상케하는 퍼포먼스 때문에 종교 단체들로부터 극심한 비판을 받았다. 교황은 대중들과 종교 단체들에게 마돈나의 콘서트 보이콧을 명령 내리기도 했다. 가톨릭 협회 파밀리아 도마니는 마돈나의 에로티시즘을 그만두라는 운동을 벌이기도 했었다. 투어는 나중에 레이저디스크로 발매되었고, 1992년 열린 그래미 상에서 최우수 롱 펌 뮤직비디오상을 수상받았다.
1990년 11월 마돈나의 첫 히트 컴필레이션 앨범 The Immaculate Collection이 발매된다. 앨범에는 "Justify My Love", "Rescue Me"와 같은 두 개의 새로운 노래가 담겨 있었다. 앨범은 미국 음반 산업 협회에서 다이아몬드 인증을 했고, 세계적으로 2700만 장 이상을 팔아치우며 역사상 솔로 아티스트 중 가장 많이 팔린 컴필레이션 앨범이되었다. 첫 번째 싱글 "Justify My Love"는 빌보드 핫 100 1위와 세계 각 차트에서 10위권 진입을 했다. 이 노래의 뮤직비디오에는 가학피학성 성애, 속박, 동성애 키스, 브리핑 누드 등의 파격적인 장면들을 선보였다. 두 번째 싱글 "Rescue Me"는 빌보드 핫 100 15위로 데뷔해 당시 여성 음악가로써는 가장 높은 데뷔 순위였고, 최고 9위까지 진입했었다.

### 1992–96:Sex,Erotica,Bedtime Stories그리고 영화 활동

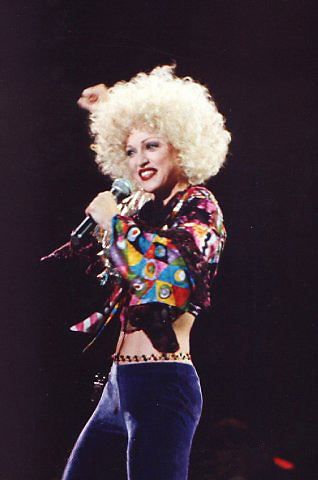
1993년 The Girlie Show World Tour에서 "Express Yourself" 공연 중의 마돈나.

1992년, 마돈나는 《그들만의 리그》에서 주연을 맡아 출연했다. 영화의 주제가였던 "This Used to Be My Playground"는 빌보드 핫 100 1위를 차지했었다. 같은 해 마돈나는 레코드 회사(매버릭 레코드), 영화 제작 회사(매버릭 필름) 및 음악, 텔레비전 방송, 도서 출판 및 상품화 등의 부문으로 구성된 자신의 엔터테인먼트 회사(매버릭)을 설립했다. 이 회사는 타임 워너와 공동으로 설립한 것인데, 마돈나는 6천만 달러를 받았다. 매버릭에서 처음으로 발간된 도서는 sex였다. 이 도서에는 스티븐 마이젤이 촬영한 마돈나의 노골적이고 도발적인 성적 세미 누드집으로 이루어져 있다. 이 책은 대중들과 언론으로부터 비판적인 반응을 얻었음에도 불구하고, 며칠만에 1,500,000만 부를 판매해 50만 달러가 넘는 수익을 남겼다. 비슷한 시기, 마돈나의 다섯 번째 정규 앨범 Erotica가 발매되었고, 빌보드 200 2위로 데뷔했다. 타이틀 트랙이자 싱글 "Erotica"는 빌보드 핫 100 3위로 만족해야했다. 이 외에 Erotica에는 "Deeper and Deeper", "Bad Girl", "Fever", "Rain", "Bye Bye Baby"와 같은 다섯 개의 싱글이 있었다.
1993년에는 에로틱 스릴러 영화 《육체의 증거》에 주연으로 출연했다. 이 영화는 평가의원들로부터 저조한 평가를 받았다. 같은 해에 《스네이크 아이》에도 주연으로 출연해 북미에서 비디오로 출시되었다. 《뉴욕 타임스》에서는 이 영화에 대해 "분노와 고통을 실제로 느끼는 것 같은 영화다"라고 말했다. 1993년 10월부터는 The Girlie Show World Tour를 시작했는데, 상반신을 드러낸 옷을 입은 댄서들에게 둘러싸여 채찍을 휘두르는 등 파격적이고 수위높은 공연들을 선보였다. 이로 인해 비판을 받기도 했었다. 이후 1994년 마돈나의 여섯 번째 정규 음반 Bedtime Stories를 발매했는데, 이 음반은 마돈나의 음반 중 대중들과 소통하기 위해 가장 부드러운 음반이다. Bedtime Stories는 빌보드 200 3위로 데뷔했고 네 개의 싱글을 발표했는데, 대표적으로 "Secret"과 "Take a Bow"는 빌보드 핫 100 7주 동안 정상을 차지했다. 비슷한 시기, 마돈나는 헬스 트레이너 카를로스 레온과 연인 관계로 발전한다. 1995년 5월에는 발라드 컴필레이션 음반 Something to Remember를 발매한다. 음반에는 "You'll See", "One More Chance"를 비롯해 마빈 게이의 노래를 커버 버전으로 부른 "I Want You"와 같은 세 개의 새로운 노래들도 수록했다.
1996년에 마돈나는 《에비타》의 에바 페론 역할로 출연한다. 마돈나는 에바 페론 역을 소화하기 위해 보컬 트레이닝을 받았으며, 아르헨티나와 페론의 역사에 대해서도 공부했다. 특히 이 영화에서 6,000개의 이미지와 370여 벌의 의상을 갈아입어 기네스에 등재되었다. 영화가 개봉된 이후에 호평을 받았으며, 《뉴욕 타임스》는 "이미지 위주의 화면이 많아 다소 모호한 느낌을 주지만, 청중을 휘어잡는 마돈나의 연기는 최고이다"라고 평했다. 또한 에비타 룩 등의 유행도 주도했고, 일부에서는 역사를 왜곡했다거나, 에바 페론을 너무 우상화했다며 비판을 받기도 했다. 이러한 영화의 성공으로 제54회 골든 글로브상에서 뮤지컬, 코미디 부문 여우주연상을 수상과 이어 영화의 사운드 트랙 "You Must Love Me"로 골든 글로브와 아카데미영화상에서 주제가상을 수상했다. 한편, 1996년 10월 14일 마돈나는 카를로스 레온 사이에서 딸 루이스 레온을 출산했다.

### 1997–2002:Ray of Light,Music과 Drowned World Tour

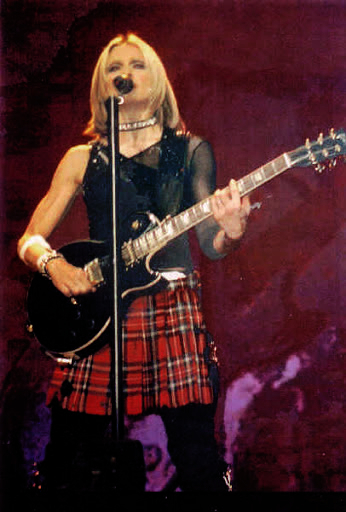
2001년 Drowned World Tour 중의 마돈나.

마돈나는 딸 루데스 레온을 출산한 뒤, 신비주의 카발라에 심취했다. 마돈나는 1997년 여배우 산드라 베른하드에게 유대교 신비주의 교파를 소개받았다. 그리고 1998년 마돈나의 일곱 번째 정규 앨범 Ray of Light를 발매했고, 이 앨범을 통해 자신의 바뀐 사고와 이미지를 보여줬다. 마돈나는 "이 음반은 다른 그 어떤 음반보다도 내 삶의 모든 영역을 보여준다. 나는 최근에 밀교에 심취해있는데, 나를 벗어버린거 같다. 그러나, 내 기분은 현재 최고이고 아기를 출산하며 생명의 신비에 관심을 갖게 되었다"라고 이 음반에 대해 말했다. 음반은 긍정적인 평을 받았고, 《실렌트 매거진》에서는 "90년대 팝 음반 중 최고의 명반이다"라고 평했다. Ray of Light는 1999년 열린 그래미 상에서 최우수 팝 보컬, 최우수 댄스 레코딩을 비롯한 세 개의 부문에서 상을 받았고, 《롤링 스톤》에서는 "역사상 가장 위대한 팝 앨범 500"에 이 앨범을 포함시켰다. 이 음반은 호주, 캐나다, 영국 및 많은 유럽 국가에서 1위를 차지했고 빌보드 200에서는 2위로 데뷔했으며, 세계적으로 2,000만 장 이상을 팔았다. 앨범의 첫 싱글 "Frozen"는 영국에서 처음으로 1위 데뷔를 한 싱글이 되었고, 빌보드 핫 100 여섯 번째 2위 싱글이 돼 마돈나는 가장 많은 2위 싱글을 보유한 아티스트라는 기록을 세웠다. 한편, "Frozen"가 벨기에의 작곡가 살바토레가 1993년 발표한 자신의 노래 "Ma Vie Fout L'camp"를 표절했다는 이유로 피소를 당했다. 앨범의 두 번째 싱글 "Ray of Light"는 빌보드 핫 100 5위로 데뷔했다. 한편, 1994년부터 연인 관계였던 카를로스 레온과 "재일 친한 친구로 남고 싶다"며 1998년 12월 결별을 선언했다. 1999년 마돈나는 영화 《뮤직 오브 더 하트》에 주연 로베르타 역으로 출연할 예정이었지만, 웨스 크레이븐 감독은 "창의성이 서로 다르다"며 캐스팅을 취소했다. 또한 영화 《오스틴 파워 2 - 나를 쫓아온 스파이》의 사운드트랙 싱글로 발표된 "Beautiful Stranger"는 나름 상업적으로 성공을 거두며 Ray of Light의 성공을 도왔다. "Beautiful Stranger"는 빌보드 핫 100 19위에 올랐고, 그래미 상 "텔레비전, 미디어 부문 최우수 노래상"을 수상했다.
2000년이 되자 마돈나는 영화 《넥스트 베스트 씽》에 출연하며 1971년 발표한 세계적으로 히트를 친 돈 맥클린의 "American Pie"를 리메이크한 "Time Stood Still"를 영화의 사운드트랙으로 실었다. 같은 해 9월, 마돈나의 열 번째 정규 음반 Music을 발매한다. Music은 Ray of Light 시절의 일렉트로니카에서 영감을 얻었으며, 동성애자들에게 많은 인기를 얻었다. 《이즘》의 고영탁은 "70년대 말 디스코 클럽을 재현한 음반이라며 "마돈나는 이 앨범을 통해 촌티 나는 70년대 클럽을 다시 불러냈다. 그리고 그 상투성을 통해 음악의 참다운 정의를 내렸다"라고 평했다. 음반은 20여개 국가에서 1위를 차지했고 발매된지 10일만에 세계적으로 400만 장을 팔아치웠다. 미국에서도 첫 주 420,000만 장을 팔아 1위로 데뷔했는데, 이는 Like a Prayer 이후 11년만에 정상을 차지한 것이다. 그리고 이 음반에서 "Music", "Don't Tell Me", "What It Feels Like for a Girl"과 같은 세 개의 싱글을 빌보드 핫 100 1위에 올려놓았다. 한편, "What It Feels Like for a Girl"의 뮤직비디오는 살인 묘사, 자동차 사고 등과 같이 폭력적이라는 이유로 MTV와 VH1에서 방영이 금지되었다. Music은 세계적으로 1,500만 장 정도의 판매고를 올렸다.
Music 활동 무렵 마돈나는 절친한 친구 스팅의 아내 트루디 스타일러에게 소개받은 가이 리치와 1999년부터 사귀기 시작했다. 그리고 2000년 8월 11일 자신의 아들 로코 리치를 출산했다. 같은 해 12월, 마돈나와 가이 리치는 스코틀랜드 스키보 성에서 결혼식을 올렸다.
2001년 4월부터는 마돈나의 다섯 번째 월드 투어 Drowned World Tour를 시작했다. 투어는 북미와 유럽 도시들을 방문하며 47회의 공연으로 7,500만 달러를 벌어들여 그 해 가장 높은 수익을 올린 투어 중 하나였다. 또한 투어 DVD 발매에 맞춰 마돈나의 두 번째 히트 콜렉션 음반 GHV2를 발매했다. GHV2는 미국 빌보드 200 7위로 데뷔했다. 2002년에는 남편 가이 리치가 감독을 맡은 영화 《스웹트 어웨이》에 출연했다. 영국에서는 비디오로만 개봉되는 등 상업적인 성공에 실패했다. 이듬 해, 《007 어나더데이》에 카메오로 출연과 영화의 타이틀 곡 "Die Another Day"를 불렀다. 노래는 빌보드 핫 100 8위까지 진입했고, 골든 글로브 상 최우수 오리지널 노래와 골든 라즈베리상 최악의 노래 부문 후보로 올랐다.

### 2003–06:American Life와Confessions on a Dance Floor

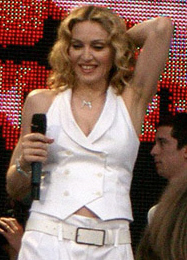
Live 8에서 공연을 펼치던 당시의 마돈나.

《007 어나더데이》 출연 이후, 2003년 X-STaTIC Pro=CeSS라는 제목의 전시회를 열기 위해 패션 사진 작가 스티븐 클라인과 공동 작업을 했다. 이후 미국인들의 생활을 기반으로 만든 아홉 번째 정규 음반 American Life를 발매했고, 이 음반은 혼합된 평가를 받았다. 마돈나는 음반에 대해 "American Life는 내가 이룬 모든 것들을 되돌아보면, 험난한 여행 같았다. 나는 예전의 내가 이룬 모든 것들을 중요하게 어긴다"라고 말했다. 《더 에드보케이트》의 래리 플릭은 "American Life는 마돈나의 지적이고 서정적인 모습 그리고 모험적인 모습 사이에 있는 음반이다. 2000년에 발매했던 Music과 조금 비슷한데, 이는 게으른 모습일 뿐이다. 아무렇게나 사운드를 만들지 말고 마돈나가 좀 더 심각하게 음악을 생각하면 좋겠다"며 평가했다. 첫 싱글 "American Life"는 빌보드 핫 100 37위에 그쳤다. "American Life"의 뮤직비디오에는 부시가 연상되는 사람에게 수류탄을 던지는 등 이라크 전쟁을 반대하는 내용이 담겼으나, 애국심이 없을 것으로 간주될거라며 원래 뮤직비디오는 정식으로 공개되지 않았다. 이외에 《제레미 바인 쇼》에 출연해 "미국이 이라크에서 군대를 철수시켜야 한다. 무고한 시민들에게 폭탄을 투하한다는 것은 매우 잘못되었다"며 이라크 주둔에 대해 반대하는 활동을 펼쳤다. 한편, 음반은 세계적으로 400만 장의 판매고를 올리며 마돈나의 음악 경력 사상 가장 낮은 판매고를 기록했다. 하지만, 빌보드 200에서는 정상을 차지했다. 마돈나는 브리트니 스피어스, 크리스티나 아길레라 그리고 미시 엘리엇과 2003 MTV 비디오 뮤직 어워드에 참석해 "Hollywood"를 부르며 도발적인 모습을 보여줬다. 공연도중 마돈나는 아길레라, 브리트니와 키스를 하는 퍼포먼스를 선보였다. 2003년 10월에는 브리트니의 싱글 "Me Against the Music" 피처링 가수로 참여했다. 같은 해 11월, 리믹스 앨범 Remixed & Revisited를 발매했다. 이 음반에는 American Life 수록곡들의 리믹스 버전을 포함해 "Your Honesty"라는 새로운 노래를 수록했는데, 이 노래는 Bedtime Stories 당시 녹음했던 노래이다. 마돈나는 또한 동화책 작가로 활동하기 위해 칼라웨이 아트& 엔터테인먼트와 계약을 체결했다. 마돈나가 처음 발표한 책은 The English Roses로 2003년 9월 출판되었다. 내용은 네 명의 여학생들이 서로를 질투한다는 내용이다. 이 책은 《뉴욕 타임스》 베스트 셀러 목록 중 1위로 데뷔했고, 역사상 가장 빠르게 팔린 동화책이라는 기록을 남겼다.

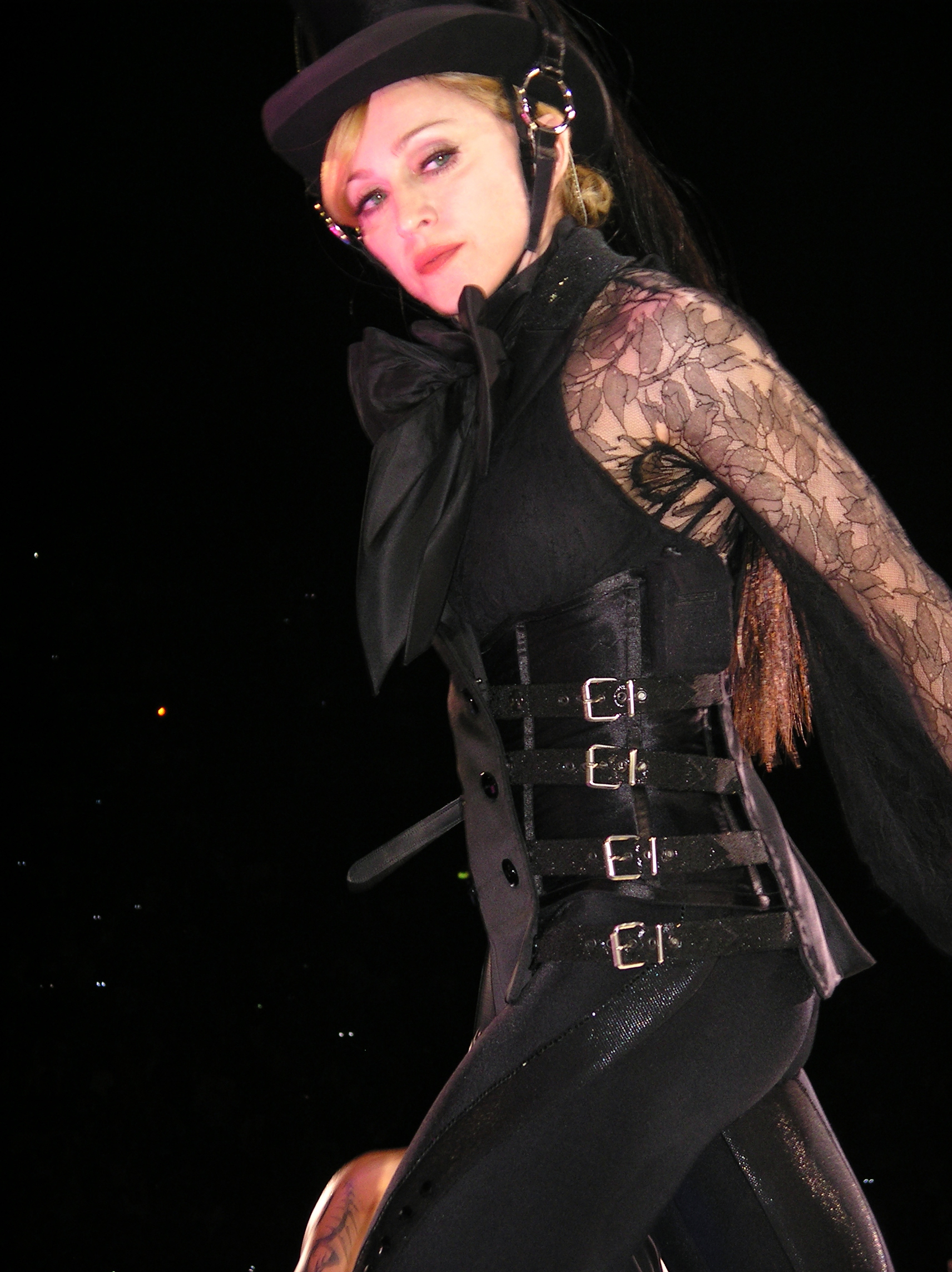
2006년 8월 31일 프랑스 파리에서 열린 Confessions Tour 중의 마돈나.

2004년 중반 마돈나는 미국과 캐나다, 유럽을 방문하는 Re-Invention World Tour를 시작했고, 1억 2천만 달러를 벌어들여 2004년 가장 높은 수익을 올린 투어 중 하나로 기록되었다. 이후 투어에 관한 다큐멘터리 영화 음반 I'm Going to Tell You a Secret을 발매했다. 한편, 마돈나는 《롤링 스톤》이 선정한 "역사상 가장 위대한 아티스트 100인" 중에서 36위에 선정했다. 2005년 1월, 마돈나는 쓰나미 피해자들을 돕기위해 존 레논의 노래 "Imagine" 커버 버전을 발표했으며, 런던에서 Live 8 자선 공연을 펼쳤다.
2005년 11월 마돈나는 열 번째 정규 음반 Confessions on a Dance Floor를 발매했다. 이후 거의 모든 나라 음반 차트에서 1위로 데뷔했다. 이 음반은 마치 클럽 DJ로 구성된 세트같은 음반 구조를 가졌다. Confessions on a Dance Floor는 모두 댄스 트랙으로 구성되어 있었는데, 빌보드의 키스 코필드는 "팝의 여왕 본래의 양식으로 돌아간 것을 환영한다"고 글을 썼다. 그리고 이 음반은 그래미 상에서 최우수 일렉트로닉/댄스 앨범을 수상 받았다. 음반의 첫 싱글 "Hung Up"은 45개 나라의 공식 차트에서 1위를 해 기네스 세계 기록에 등재되었다. 두 번째 싱글 "Sorry"는 마돈나의 열두 번째 영국 1위 싱글이 되었다. 2006년 5월부터는 Confessions Tour를 시작했는데, 194억 달러의 수익과 120만 명의 관객을 동원해 여자 가수 역사상 가장 높은 수익률을 자랑하는 투어로 기록되었다. 같은 해, 국제음반산업협회에서는 마돈나가 세계적으로 2억 장의 음반 판매고를 올렸다고 발표했다.
한편, 마돈나는 Confessions Tour를 진행하는 동안, 카발라 단체와 공동으로 말라위의 고아들을 돕는 레이징 말라위라는 재단을 설립했다. 이어 2006년 10월 10일 마돈나는 고아원에 들려 데이비드 반다 무와레라는 남자아이를 입양하기로 결정했다. 반다는 나중에 데이비드 반다 무와레 치코네 리치라는 이름으로 바꿨다. 하지만, 말라위의 인권자문위원회에서 마돈나가 반다를 말라위의 법률을 어긴채 명성을 이용해 불법으로 입양했다고 문제를 제기했다. 이후 마돈나는 《오프라 윈프리 쇼》에 출연해 "아이를 데려오는데 내 명성이나 돈을 이용하지 않았다. 아프리카에서도 그런 건 통하지 않는다"고 말했다. 이어 "우리는 보통 사람들과 같이 똑같은 법에 따라 입양을 진행했다. '불법'이란 언론보도는 매우 부정확하며, 우리는 입양을 결정하기 전 18개월의 현지 감정기간을 거쳤다"와 같은 내용을 포함한 성명을 발표했다. 이후 입양 문제는 2008년 5월 28일 완료되었다. 한편, 마돈나는 스웨덴의 의류 도매 업체 H&M와 협력해 M by Madonna라는 의류 라인을 개설했고 2006년부터 세계적으로 판매되기 시작했다. 콜렉션에서는 스카프, 이브닝 드레스, 몸에 착 달라붙는 가죽 바지 등을 선보였다. 또한 이 의류 라인은 마돈나의 "시대를 초월한 독특하고 항상 화려한 스타일"을 반영했다고 H&M이 전했다.

### 2007–09:Hard Candy와 Sticky & Sweet Tour

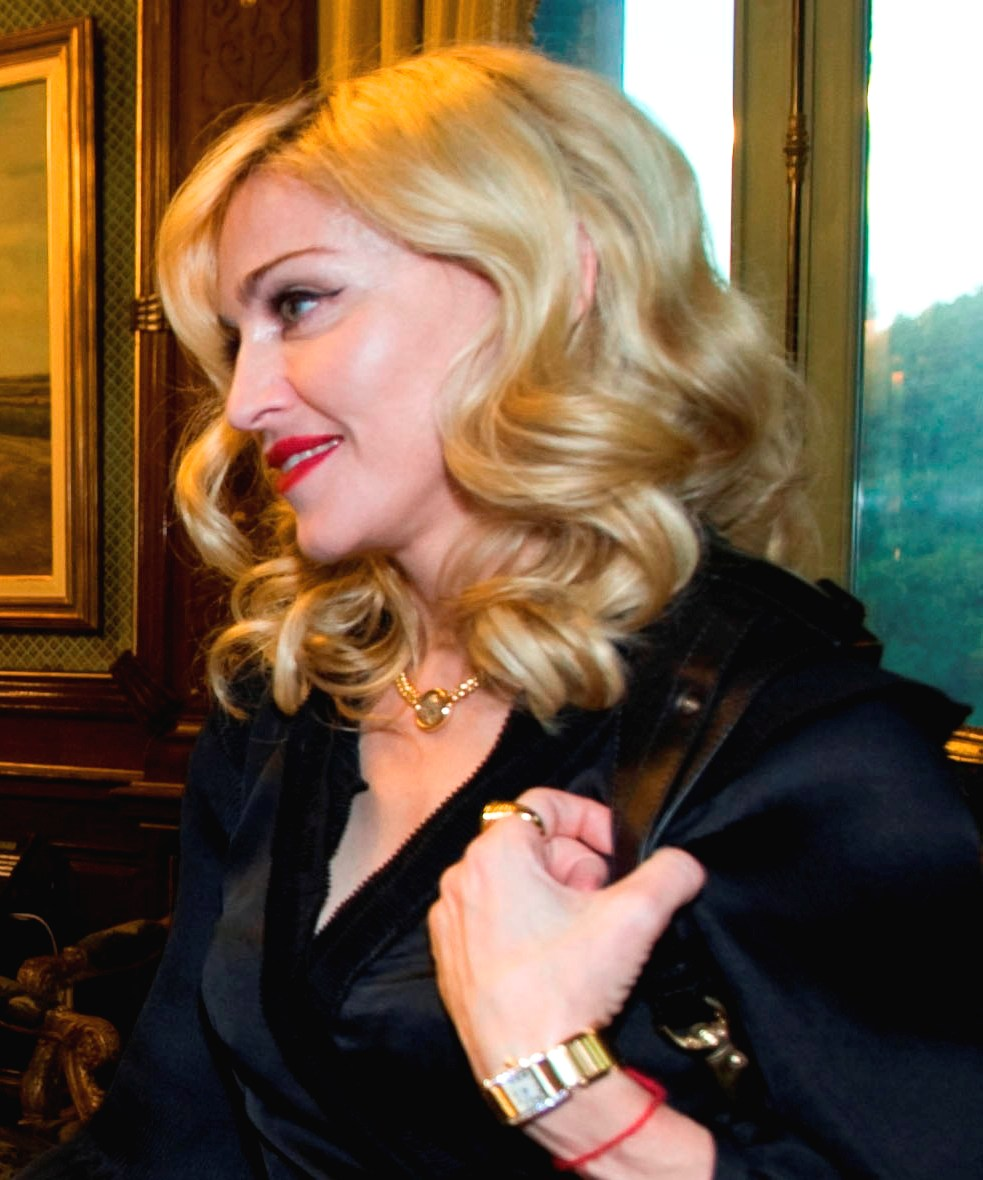
2008년 마돈나 아르헨티나에서.

마돈나는 라이브 어스 시리즈의 콘서트를 위해 노래 "Hey You"를 발표했다. 노래 발표 첫 주에는 무료로 다운로드를 제공했다. 또한 런던에서 열린 라이브 어스 콘서트에 참여해 공연을 펼쳤다. 비슷한 시기, 마돈나는 지금까지 레이블 계약을 해왔던 워너 브라더스와 계약을 끝냈고, 라이브 네이션과 1억 2천만 달러를 받고 10년동안 전속 계약을 체결했다. 또한 말라위 사람들이 직면하고 있는 문제에 대한 다큐멘터리 영화인 《아임 비코즈 위 아》 제작을 시작했다. 영화의 감독은 나단 리스만이 맡았고, 마돈나는 각본을 맡았다. 마돈나는 《타락과 지혜》라는 또다른 영화에서 처음으로 감독을 맡았다. 《타임스》는 "스스로를 자랑스러워할 만큼 했다"라고 말했고, 《데일리 텔레그래프》는 영화에 대해 "마돈나는 전혀 가망없지 않은 첫 노력을 했지만, 그냥 보관해 놓는 게 좋을 것이다"라며 혹평을 했다. 2007년 12월, 로큰롤 명예의 전당은 2008년의 등재 리스트 중 한 명으로 마돈나를 선정했다. 이후 2008년 3월 10일 명예의 전당 헌액식에서 마돈나는 아니지만 스투지스가 마돈나의 노래 "Burning Up"과 "Ray of Light" 공연을 했다. 이 날 마돈나는 크리스틴토퍼 플린에게 감사의 뜻을 전하며 "나의 35년 댄스 선생님임을 떠나서 나의 꿈을 같이해주고, 격려해줬다"고 말했다.
마돈나는 2008년 4월 열한 번째 정규 음반 Hard Candy를 발매했다. 이번 음반은 R&B와 어반 팝에서 영감을 얻었고 저스틴 팀버레이크, 팀발랜드, 퍼렐 윌리엄스 그리고 다니아와 함께 작업을 했다. Hard Candy는 미국 빌보드 200을 포함해 37개 나라에서 1위로 데뷔했다. 음반의 리드 싱글 "4 Minutes"은 빌보드 핫 100 3위로 데뷔했다. 이로써 빌보드 핫 100 10위권에 37개의 싱글을 진입시켜 과거 가장 많은 10위권 싱글을 보유한 엘비스 프레슬리를 밀어냈다. 영국에서는 마돈나의 13번째 1위 싱글이 돼 여성 음악가로는 가장 많은 1위 싱글을 보유한 기록을 세웠다. 두 번째 싱글은 "Give It 2 Me"로, 빌보드 핫 댄스 클럽 송 차트에서 1위를 하며 마돈나의 39번째 클럽 차트 1위 싱글이 되었다. 이후 마돈나는 음반을 홍보하기 위해 라이브 네이션과 함께 Sticky & Sweet Tour를 시작했다. 이 투어는 미국에서만 2억 달러넘게 벌어들여 Confessions Tour를 능가하는 수익률을 보였다. 투어는 2008년부터 2009년까지 유럽과 아메리카 그리고 이스라엘에서 공연을 했는데, 4억 달러넘게 벌어들이며 자신의 Confessions Tour 기록을 깨며 역대 여자 가수 투어 성적 1, 2위를 모두 차지했다.

### 2010–현재:W.E.,MDNA및 기타 사업

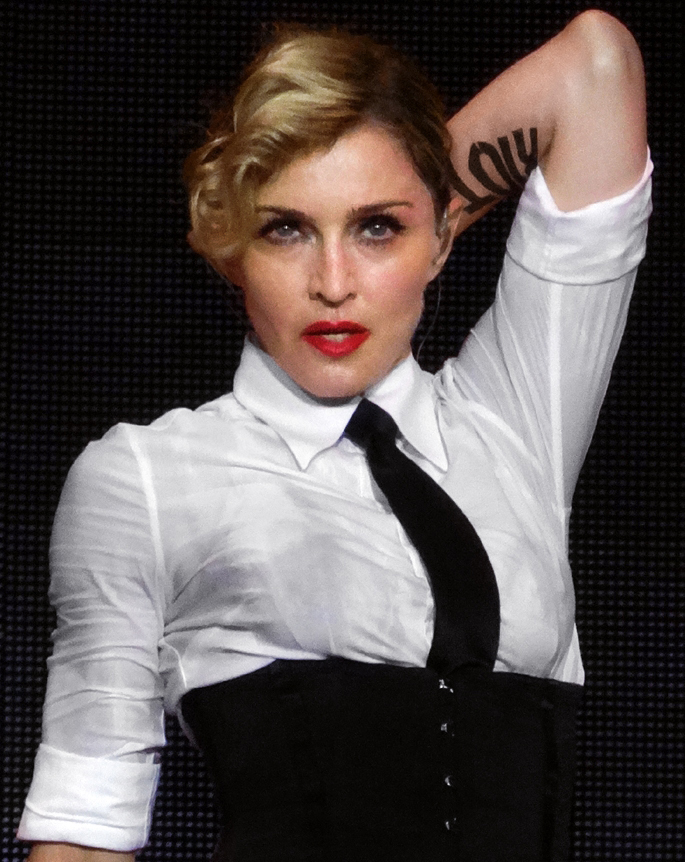
2012년 8월 21일 니스에서 열린 MDNA Tour 공연 중의 마돈나.

2010년 1월 마돈나는 아이티를 위한 희망 콘서트 Hope for Haiti Now: A Global Benefit for Earthquake Relief에서 공연을 했다. 4월에는 Sticky & Sweet Tour 실황을 담은 세 번째 라이브 음반 Sticky & Sweet Tour를 발매했다. 이 음반은 라이브네이션에서 처음으로 발매하는 음반이지만, 유통은 워너 브라더스 레코드에서 맡았다. 한편, 미국 TV 프로그램 《글리》에서 마돈나의 노래로만 이루어진 마돈나 특집 에피소드를 기획했고, 노래 사용을 허락했다. 특집 에피소드는 "The Power of Madonna"라는 제목으로 방영되었는데, 《Us 위클리》는 대본과 평등에 대한 메시지를 강조하며 "모든 면에서 훌륭했다"고 말했다. 에피소드에 나온 여덟곡의 마돈나 커버 버전을 담은 EP 음반 Glee: The Music, The Power of Madonna는 빌보드 200 1위로 데뷔했다.
마돈나는 자신의 딸 루데스와 함께 의류 브랜드 마테리얼 걸을 런칭했다. 마테리얼 걸은 1980년대 마돈나가 한창 전성기였을 시절 펑키걸 스타일에서 영감을 받았고, 메이시스 산하로 런칭되었다. 또한 하드캔디 피트니스라는 이름으로 세계적 규모의 피트니스 센터 사업을 시작해다. 마돈나, 매니저 가이 오시리, 24시간 피트니스 사장 마크 마스트로브는 이 사업에 있어서 동업 관계를 맺었다. 2010년 11월 멕시코시티에서 첫 센터가 개장했고, 마돈나는 이곳을 첫 센터로 선택한 이유로 "세계적 규모의 도시에서 센터 운영을 확인할 수 있는 매우 훌륭한 곳이라고 믿었다"라고 말했다. 2011년 11월 마돈나와 MG 아이콘은 Truth or Dare by Madonna라는 명으로 신발, 속옷류, 액세서리를 생산하는 두 번째 의류 브랜드를 런칭했고, MG 아이콘뿐만 아니라 메이시스와 또 다시 동업 관계를 맺었다.
2012년 1월 마돈나의 열두 번째 정규 앨범 제목은 MDNA로 확정되었고, 2012년 3월 26일 발매되었다. 앨범은 발매 첫 주 미국에서 359,000만 장을 팔아 빌보드 200 1위로 데뷔해 마돈나의 여덟 번째 빌보드 200 1위 앨범이 되었다. 이에 앞서 2012년 2월 3일 니키 미나즈와 M.I.A.가 피처링으로 참여한 첫 싱글 "Give Me All Your Luvin'"을 발매했다. 이 싱글은 빌보드 핫 100 최고 10위까지 올라가면서 마돈나의 38번째 10위권 진입 싱글이 되었는데, 이로 인해 싱글 차트 역사상 가장 많은 싱글을 10위권에 진입시킨 가수 기록을 확장했다. 두 번째 싱글 "Girl Gone Wild"는 3월에 발매되었다. 마돈나는 새 앨범 발매에 맞춰 2월 5일 인디애나 폴리스 루카스 오일 스타디움에서 열리는 슈퍼볼 XLVI 히프 타임쇼를 맡았다. 슈퍼볼 공연의 컨셉은 서커스로, 제이미 킹과 서커스 업체 Cirque Du Soleil가 기획을 맡았다. 이날 공연에는 씨 로 그린과 LMFAO, 니키 미나즈, M.I.A.가 스페셜 게스트로 무대에 함께 올랐다. 이후 슈퍼볼 XLVI 시청자 수가 1억 4,000만 명을 넘게 기록해 역사상 가장 높은 시청자수를 기록한 히프 타임쇼라고 발표했다. 마돈나는 3월 26일 트위터를 통해 앨범을 홍보하기위한 투어의 제목이 MDNA Tour라고 밝혔다.

## 음악 스타일
마돈나의 음악은 많은 비평가들의 비판과 감시의 대상이 되어왔다. 로버트 엠 그랜트가 2005년 쓴 Contemporary Strategy Analysis에서 마돈나는 확실히 타고난 뛰어난 재능은 없다며 "뛰어난 보컬리스트, 음악가, 댄서, 싱어송라이터, 배우로서 마돈나의 재능은 그다지 대단하지는 않은 것 같다"라고 논평했다. 로머트 엠은 마돈나의 성공은 경력 동안 수많은 다양한 변신과 다른 사람들의 재능에 의존했기 때문이라고 주장했다. 마돈나의 접근 방식은 지금까지의 음악 산업의 성공 방식과는 달랐는데, 마돈나는 경력동안 새로운 음악적 아이디어와 새로운 이미지, 더 높은 명성과 주목을 받기 위해 끊임없는 탐구와 실험적인 음악을 해왔다. 그랜트는 "마돈나는 자신을 대중음악의 여왕으로 확립시키기 위해 멈춰있지 않고, 계속 창의적인 것을 만들어냈다"고 결론을 내렸다.

## 성과

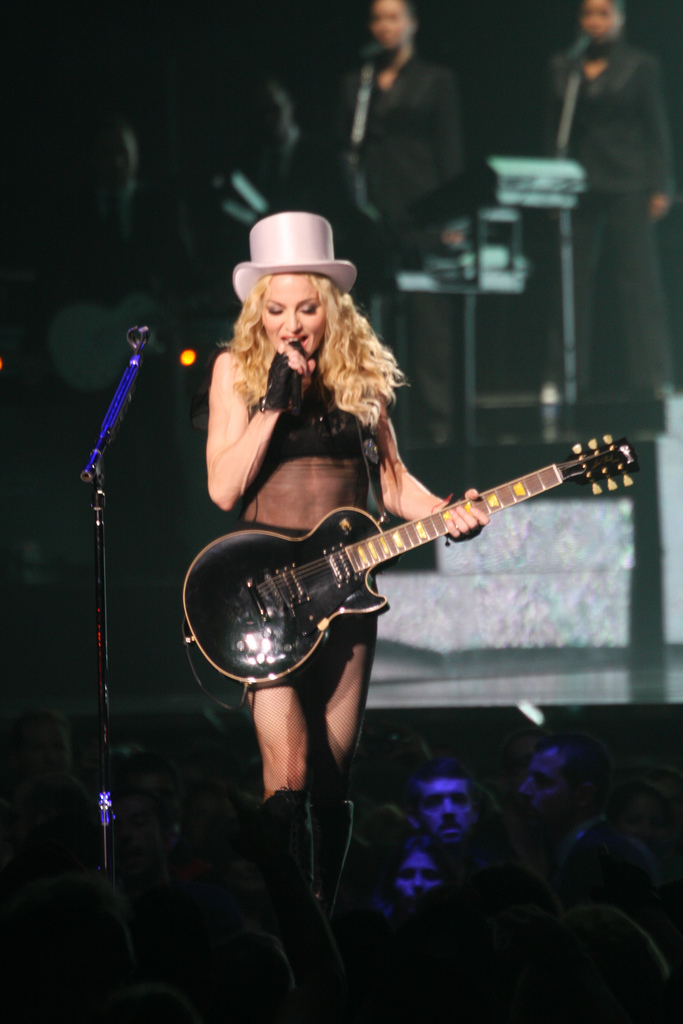
Sticky & Sweet Tour 중의 마돈나. 마돈나는 솔로 음악가로는 가장 높은 수익률을 올린 투어 기록을 보유하고있다.

《롤링 스톤》은 마돈나는 "역사상 가장 위대한 팝 가수 중 한 명이다"라고 묘사하였다. 마돈나는 또한 세계에서 가장 높은 음반 판매고를 기록한, 역사상 가장 성공한 여자 가수로써 각종 기네스 세계 기록을 세웠다. 2008년 3월 10일 마돈나는 로큰롤 명예의 전당에 오르기도 했으며, 《빌보드》가 분석한 "빌보드 핫 100에서 가장 상업적으로 좋은 성과를 낸 아티스트" 순위 중 비틀즈 다음으로 2위로 조사됐다. 또한 마돈나는 세계적으로 수많은 히트곡들을 만들어냈는데, 영국에선 13개, 호주 11개 그리고 캐나다에서는 23개의 1위 싱글을 배출해내며 그 어떤 여자 가수보다 많은 기록을 세웠다. 1998년 《레이디스 홈 저널》이 출판한 100 Most Important Women of the 20th Century에서 마돈나가 중요한 인물로 소개되기도 했다. 2003년 7월 VH1과 《피플》이 선정한 "역사상 가장 위대한 문화 아이콘 200"에서도 7위를 차지했다. 또한 VH1이 "비디오 시대의 가장 위대한 여성 50명" 순위에서 최고의 자리에 선정했다. 그리고 2006년에 발견된 완보동물 생물에는 마돈나의 이름을 따 Echiniscus madonnae라는 이름을 붙였다. 상업적 성과 이외에도 《타임》이 2010년 발표한 "지난 수 세기동안 가장 강력한 여성 25" 순위에서 현대 음악에 영향을 끼친 인물로 상위권에 선정되었다.
마돈나는 활동하면서 끊임없는 음악과 비주얼의 변신으로 "여왕의 재발견"이라는 별명으로 불렸다. 그럼으로써, "마돈나는 자신의 성을 상업적으로 이용해 문화의 아이콘으로 떠올랐다. 10년 이상 동안 팝의 여왕으로 문제 삼아지지 않았다." 포우즈 에르난데스는 이러한 가치를 부여하며 마돈나가 문화에 중요한 업적을 남겼다는 것에 동의했다.
마돈나는 또한 경력에 걸쳐 수많은 음악가들에게 영향을 끼쳤다. 메리 크로스라는 작가는 Madonna: A Biography라는 책 내용 중에서 "대중음악에 대한 마돈나의 광범위한 영향력은 부정할 수 없다"라고 집필했다. 새로운 팝 아이콘인 넬리 퍼타도, 샤키라 그리고 그웬 스테파니, 크리스티나 아길레라들은 모두 마돈나의 도발적인 가사와 섹시한 매력, 여성의 권력에 대한 이미지, 음악 등 여러 가지 컨셉들을 따라했다. 또한 브리트니 스피어스와 같이 여성 팝 공연자들인 제니퍼 로페즈, 카일리 미노그, 데스티니 차일드, 핑크, 스파이스 걸스 모두 포우즈 에르난데스에 따르면, "이들은 마돈나의 음악을 듣고, 감탄하며 자랐다. 이들은 모두 마돈나처럼 되고싶다는 매우 직접적인 의미에서 마돈나의 딸들이다"라고 했다. 이중에서 특히 스피어스는 영향을 가장 많이 받은 가수로 꼽히고 있다. 마돈나는 또한 미국 주류 대중음악 문화에 유럽 스타일의 일렉트로닉 댄스 음악을 끌어들였는데, 스튜어트 프라이스 그리고 미르웨이스라는 유럽의 프로듀서들과 일렉트로닉 음악 작업을 거의다했다. 한편, 마돈나의 음반은 세계적으로 3억 장 이상이 팔려나가고있다. 또한 20세기 여자 록 가수로는 최고의 판매량을 자랑하고 있고 미국 음반 산업 협회(RIAA)에서만 6,400만 장을 인증받아 바브라 스트라이샌드에 이은 미국에서 두 번째로 음반을 많이 판 여자 가수라는 기록을 세웠다. 마돈나의 높은 음반 판매량에도 불구하고, 2001년 국제음반산업협회에서 불법 복제가 가장 심하게 이루어지고있는 아티스트라고 발표했다. 또한 "이 여성은 오랫동안 업계를 위해 싸웠고 여러 종류의 금융 통제권을 성취했다"며 마돈나는 자신 업계의 경인인들에게 중요한 롤모델로써 찬사를 받아왔고, 마돈나 첫 경력 10년동안 120억 달러가 넘는 매출을 기록했다.

## 사건사고
2023년 6월 24일 심각한 세균감염으로 의식 잃은 채 발견되어 인근 병원으로 이송되었다.

## 음반 목록
| 정규 음반 - 1983: Madonna - 1984: Like a Virgin - 1986: True Blue - 1989: Like A Prayer - 1992: Erotica - 1994: Bedtime Stories - 1998: Ray Of Light - 2000: Music - 2003: American Life - 2005: Confessions On A Dance Floor - 2008: Hard Candy - 2012: MDNA - 2015: Rebel Heart - 2019: Madame X | 컴필레이션 음반 - 1987: You Can Dance - 1990: The Immaculate Collection - 1995: Something to Remember - 2001: GHV2 - 2003: Remixed & Revisited - 2009: Celebration |

## 출연 작품
- 스웹트 어웨이(Swept Away, 2002)
- 넥스트 베스트 씽(The Next Best Thing)1999
- 걸 식스(Girl 6) 1996
- 에비타(Evita) 1996
- 블루 인 더 페이스(Blue In The Face) 1995
- 포 룸(Four Rooms) 1995
- 스네이크 아이(Dangerous Game) 1993
- 육체의 증거(Body Of Evidence) 1993
- 그림자와 안개(Shadows And Fog) 1992
- 그들만의 리그(A League Of Their Own) 1992
- 진실 혹은 대담(Madonna: Truth Or Dare:In Bed With Madonna) 1991
- 딕 트레이시(Dick Tracy) 1990
- 야망의 브로드웨이(Bloodhounds Of Broadway) 1989
- 화려한 유혹(Who's That Girl) 1987
- 상하이 유혹(Shanghai Surprise) 1986
- 청춘의 승부(Vision Quest) 1985
- 수잔을 찾아서(Desperately Seeking Susan) 1985
- 상처 뿐인 과거(A Certain Sacrifice) 1980
- 아더와 미니모이

## 같이 보기
- 김완선
- 대중음악의 별명 목록
- 가장 많은 음반을 판 음악가 목록